# Fekete törpeharcsa
A fekete törpeharcsa (Ameiurus melas) a sugarasúszójú halak (Actinopterygii) osztályának harcsaalakúak (Siluriformes) rendjébe, ezen belül a törpeharcsafélék (Ictaluridae) családjába tartozó faj.
Európában gazdasági értelemben inkább haszontalan, pedig húsa ízletes és jól értékesíthető. Kis testmérete és a kedvezőtlen tápanyag felhasználása miatt azonban nem érdemes foglalkozni a tenyésztésével. A horgászok számára jelenthet némi vigaszt, hogy könnyen fogható bár ha túlszaporodik, akkor zavaró lehet más jelentősebb fajok horgászata során.

## Elnevezései
Tiszafüred környékén új törpeharcsa néven is említik, utalva ezzel arra, hogy új jövevényről van szó.

## Előfordulása
Eredeti élőhelye Észak-Amerika középső és keleti része. Európába a törpeharcsával együtt került be. Előfordulására néhány nyugat-európai országban már felfigyeltek. Pontos európai elterjedési területét nehéz behatárolni, részben a folyamatos telepítések miatt, részben azért mert hosszú ideig sok helyen törpeharcsaként azonosították. Magyarországra 1980-ban érkezett meg Olaszországból a dinnyési tógazdaságba és 1981-ben Szarvason növekedési kísérleteket végeztek vele. Természetesen ez a rendkívül jó alkalmazkodó képességgel rendelkező hal megszökött a telepekről és kikerült a természetbe. Magyarországon ezután gyorsan elterjedt, a folyók lassúbb szakaszain sokfelé megtalálható és több állóvízben is előfordul önfenntartó állománya.

### Hasonló fajok
Nagyon hasonlít hozzá a törpeharcsa, de annak az oldalát nagyobb, szabálytalan foltok tarkítják. Az úszóikban a sugarak és az úszóhártya színe nem különbözik egymástól, de további különbség, hogy a mellúszó tüskéjének belső éle sima. A színezetük is eltérő, hiszen a törpe inkább barna, míg a fekete törpeharcsa sötétebb. A pettyes harcsától és a kék harcsától könnyen megkülönböztethető, hiszen ezektől eltérően, amelyeknek villás a farka, a fekete törpeharcsának négyzet alakú, mint a törpeharcsáé is. Az európai harcsánál talán a növendék pundráknál merülhet fel kétely, hiszen a méretbeli különbségek miatt nehéz összekeverni őket.

### Azonosítása határozóképlettel
A halak közeli rokon fajainak azonosításához nagy segítséget jelenthet az adott hal morfológiai tulajdonságainak pontos vizsgálata. Az alábbi táblázat a fekete törpeharcsa, az európai harcsa, a törpeharcsa, a pettyes harcsa, az afrikai harcsa és a menyhal határozóképletét tartalmazza.
| Tudományos név      | Magyar név         | pikkelyképlet | garatfogképlet | úszósugár hátúszó | úszósugár farokalatti |
| ------------------- | ------------------ | ------------- | -------------- | ----------------- | --------------------- |
| Ameiurus melas      | Fekete törpeharcsa | -             | -              | I/6(7)            | I/17-22               |
| Silurus glanis      | Európai harcsa     | -             | -              | I/2-4             | I/77-92               |
| Ameiurus nebulosus  | Törpeharcsa        | -             | -              | I/6(7)            | I/17-23               |
| Ictalurus punctatus | Pettyes harcsa     | -             | -              | I/6               | I/23-26               |
| Clarias gariepinus  | Afrikai harcsa     | -             | -              | 61-79             | 45-60                 |
| Lota lota           | Menyhal            | -             | -              | D1:9-16, D2:60-93 | 60-85                 |

## Megjelenése
E halfaj eredeti élőhelyein sem nő nagyobbra, mint a pettyes harcsa (Ictalurus punctatus) és a kék harcsa (Ictalurus furcatus). Itt a kifejlett példányok körülbelül 0,5-1 kilogrammosak, de ritka esetben akár 2,5 kilogramm és ehhez a testtömeghez a nagyra nőtt példányok hossza 25-30 centiméter is lehet. Ezzel szemben a Magyarországon inváziós fajként megjelent példányai nem nőnek meg ekkorára, hiszen az egy kilogramm feletti példányok ritkaságszámba mennek és méretét tekintve még kisebbek, mint a magyarországi törpeharcsák. Színezete élőhelytől függően változó, az aranyló olajzöldtől egészen a feketéig terjed. Általában felül sötétebb, míg alul a hasoldalán sárgás. Széles, lapos fején az alsó ajak nem ér a felső ajkon túl. Alsó és felső állkapcsán 4-4, összesen 8 bajuszszálat visel. A felső állkapcsán lévőkből 2 bajuszszál a szeme és az orrnyílása között, a két leghosszabb pedig a szájszögletében helyezkedik el. Úszói szúrnak, hiszen hátúszója elején egy igen hegyes, kemény csonttüske van, és ehhez hasonló csonttüskét visel a mellúszók elején is. Bőre pikkelytelen, az oldalvonala végighúzódik a testén.

## Életmódja
A fekete törpeharcsa, mint a többi törpeharcsaféle, képes akár oxigénben szegény vízben is élni. Tűri mind a brakkvízet és mind a nagyon meleg vizet is. Jellemző magyarországi élőhelye a növényzettel benőtt, változó vízjárású lassú vízfolyások, alföldi csatornák, vagy az olyan állóvizek mint a zárt holtágak és a halastavak. A kifejlett példányok inkább éjjel aktívak, azonban a fiatalok nappal is táplálkoznak. A fekete törpeharcsa mindenevő falánk hal. Mindent felfal, ami számára ehető a magoktól és rovaroktól kezdve a döglött vagy élő halakig és rákokig. Szaporodásbiológiája hasonló, mint a törpeharcsáé, de ívása júniusban magasabb hőmérsékleten történik.

## Horgászata
Sok helyre szándékosan betelepítették, mert jól alkalmazkodó halfaj. A sporthorgászok szívesen fogják, hiszen gyorsan lehet sokat fogni belőlük. Hátrányt jelenthet azonban a horgászatban, ha a cél más nagyobb halfajok, hiszen tömeges előfordulása esetén akár ezt meg is akadályozhatja. Igen mohó és intenzív a kapása, a kisebb horgot képes nagyon gyorsan lenyelni. Fogása nincs korlátozva, a kifogott ugrándozó kisméretű példányokkal vigyázni kell, mert úszóin lévő tüskéi szúrósak, ezért célszerű kesztyűvel megfogni őket. Sok helyen dobvarsa csapdákkal irtják. Húsa világos színű és jó ízű, de nyáron, ha nincs jól tárolva, hamar megromolhat.

## Galéria
|  |  |  |  |

### Internetes leírások a fekete törpeharcsáról
- A faj szerepel a Természetvédelmi Világszövetség Vörös Listáján. IUCN. (Hozzáférés: 2023. március 7.)
- A faj adatlapja a FishBase oldalán. FishBase. (Hozzáférés: 2011. december 17.)
- A taxon adatlapja az ITIS adatbázisában. Integrated Taxonomic Information System. (Hozzáférés: 2011. december 17.)
- Black bullhead Ameiurus melas (Rafinesque, 1820) (angol nyelven). BioLib.cz. (Hozzáférés: 2011. december 17.)
- Ameiurus melas Black catfish (angol nyelven). Encyclopedia of Life. (Hozzáférés: 2011. december 17.)
- Ameiurus melas (Rafinesque, 1820) (angol nyelven). uBio. (Hozzáférés: 2011. december 17.)
- Ameiurus melas (Rafinesque, 1820). WoRMS World Register of Marine Species. (Hozzáférés: 2011. december 17.)
- Ameiurus melas (Rafinesque, 1820) (angol nyelven). planetcatfish.com. (Hozzáférés: 2011. december 17.)
- Ameiurus melas (angol nyelven). NCBI. (Hozzáférés: 2011. december 17.)